# Нижній Арій
Ни́жній Арі́й (рос. Нижний Арий) — присілок у складі Ачитського міського округу Свердловської області.
Населення — 377 осіб (2010, 451 у 2002).
Національний склад станом на 2002 рік: татари — 94 %.